# Vít Vlnas
Vít Vlnas (* 1. září 1962, Praha) je český historik specializující se na historiografii dějin umění a výtvarné umění 16.–19. století a dějiny sběratelství. Galerijní pracovník a vysokoškolský pedagog.

## Život
V letech 1982–1984 pracoval jako projektant VPÚ v Praze. V letech 1984–1988 vystudoval historii na Filozofické fakultě Univerzity Karlovy v Praze. Od roku 1987 byl referentem metodického odboru, od roku 1989 odborným pracovníkem Národní galerie v Praze. V letech 1991–2001 byl vedoucím archivu, 2001–2013 a 2014–2015 ředitelem Sbírky starého umění Národní galerie v Praze, v letech 2013–2014 pověřeným generálním ředitelem Národní galerie, od roku 2015 kurátorem Sbírky starého umění. V Národní galerii v Praze se podílel na přípravě 11 výstavních projektů, z toho tří zahraničních (Itálie, Francie, Německo), a dvou vědeckých konferencí.
Od roku 1994 přednáší dějiny 16. až 18. století na katedře dějin a didaktiky dějepisu Pedagogické fakulty UK. Působí také jako vedoucí Ústavu dějin křesťanského umění na Katolické teologické fakultě UK. Roku 1997 se habilitoval, roku 2005 jmenován profesorem, od roku 2016 do roku 2018 byl proděkanem pro vědu a výzkum Pedagogické fakulty UK. Přednášel také na univerzitách v Německu, Švýcarsku, Francii, Velké Británii a USA.
Roku 1995 a 1998 obdržel stipendium Andrew Melon Foundation, roku 1995 stipendium British Council. Je autorem řady odborných i populárně naučných publikací, od roku 2002 šéfredaktorem Bulletinu Národní galerie a členem pracovní skupiny pro historii při Akreditační komisi MŠMT. Zasedá též v řadě akademických orgánů (člen vědecké rady PNP, Národního komitétu historiků, Rady NM v Praze, Grantové agentury UK, vědecké rady FHS Univerzity Pardubice).

### Ocenění
- 1993 výroční cena nakladatelství Mladá fronta
- 1997 výroční cena České učené společnosti v kategorii juniorů
- 2002 cena Magnesia Litera za populárně-naučnou knihu roku (Princ Evžen Savojský)
- 2003 titul rytíře francouzského Řádu umění a literatury

## Dílo
Odborně se zaměřuje na kulturní dějiny 16.–19. století, zejména na výtvarné umění baroka, dějiny sběratelství, písemné prameny k dějinám výtvarného umění.